# Douglas 750cc-modellen
De Douglas 750cc-modellen zijn de 750cc-motorfietsmodellen die het Britse merk Douglas produceerde.

## Voorgeschiedenis
Douglas was in 1907 begonnen met de productie van motorfietsen die feitelijk gebaseerd waren op de Fairy 200cc-boxermotor van Joseph Barter, die inmiddels was overgestapt naar Douglas. Alle machines, (de Douglas 2¾ HP-modellen, de Douglas 3½ HP-modellen en de Douglas 4 HP-modellen) maakten gebruik van deze luchtgekoelde, dwarsgeplaatste, tweecilinder zijklep-boxermotoren.

### 3½ HP-modellen
In 1914 besloot men tegemoet te komen aan de wens van klanten om een wat sterkere zijspantrekker te leveren. Daarvoor werden zowel de boring als de slag vergroot tot 68 mm, waardoor de cilinderinhoud op 493,3 cc kwam. De eerste modellen waren het Model A 3½ HP en het Model B 3½ HP, die veel moderner waren dan de 2¾ HP-modellen. Zo hadden ze een horizontaal deelbaar carter en een oliepan die een wet-sump smeersysteem mogelijk maakte. Daardoor verviel de Total loss smering met handpomp.

### 4 HP-modellen
Al in 1915 werd de cilinderinhoud vergroot en verscheen het 600cc-Model A 4 HP met drie versnellingen en een koppeling. De 4 HP-modellen kregen tijdens de Eerste Wereldoorlog een andere functie: ze werden als militaire motorfiets ingezet.

## 750cc-modellen
In 1923, toen het 4 HP-model 4 HC nog in productie was, stapte men af van de pk (HP)-aanduiding en stapte men over naar de aanduiding naar cilinderinhoud. Men had de 500cc-modellen voorbestemd voor sportief gebruik, en daarmee werden de 350cc-modellen, de 600cc-modellen en de 750cc-modellen voor normaal straatgebruik belangrijker.

### Douglas S 2, HE en 4/HE
Toen de Douglas S 2 in 1923 op de markt kwam, was hij toch bedoeld als sportmotor. Daarom had de machine ook een kopklepmotor. Toch werd er meteen een complete zijspancombinatie van uitgebracht, de Douglas HE, waarschijnlijk de machine waarmee Freddie Dixon nog in hetzelfde jaar de eerste Sidecar TT van de TT van Man won. Het is dan ook logisch dat men daarvoor de 4-pk-benaming liet vallen. Het was immers slechts het fiscaal vermogen, bedoeld om de belasting laag te houden, maar niet wervend voor sportieve rijders. In 1924 kreeg de zijspancombinatie de naam 4/HE. Al deze machines waren opgeboorde versies van de sportmotor Douglas S 1, die een boring-slagverhouding van 68 x 68 mm had. Door de boring op 83 mm te brengen ontstond een 750cc-versie met een (zeker voor die tijd) extreem korte slag. Dat was voor de gewone zijspanrijder al geen geschikte zijspantrekker meer, want de machine miste door de korte slag het koppel om een zijspan in het normale verkeer te kunnen trekken. De Sidecar TT was bij de fabrikanten, die gebrand waren op goede resultaten tijdens de TT van Man, niet populair. Ze kende in 1924 slechts tien deelnemers en geen enkele Douglas haalde de finish. In 1925 won Douglas-coureur Len Parker maar daarna werd de Sidecar TT afgeschaft om pas in 1954 terug te keren.

### Douglas H 32 Mastiff en H 33
Pas in 1932 leverde Douglas weer serieuze zijspantrekkers, maar ze werden niet meer als complete zijspancombinatie verkocht. Douglas leverde wel de eventuele zijspannen. Het eerste model was de H 32 uit 1932, die de toevoeging "Mastiff" kreeg omdat in dat jaar een aantal modellen de namen van hondenrassen kregen: A 32 Terrier, C 32 Bulldog, D 32 Greyhound en E 32 Ayredale. Het was weer een zijklepper, zoals in die tijd zeker voor zijspantrekkers gebruikelijk was. Het was ook weer een langeslagmotor met een boring-slagverhouding van 76 x 82 mm, waardoor de cilinderinhoud op 744 cc kwam. In 1933 werd de productie beëindigd, maar restvoorraden werden verkocht onder de naam "H 33".

### Douglas Z 1 en 5 Z.1 Powerflow
In 1934 verscheen de Z 1, eveneens met een 744cc-zijklepmotor, maar het was niet de "wederopstanding" van de H32/H33. Deze nieuwe machine was gebaseerd op de 600cc-Douglas Z, die was opgebouwd op het carter van de D 33/E 33. Hier miste de carterpan, de machine had - om kosten te besparen – een dry-sump (droog carter) smeersysteem, waarbij de motorolie zich in een aparte kamer van de brandstoftank bevond. Ook het kleurenschema liep synchroon met de Z 1: in 1934 chroom met Tartan-biezen en in 1935, toen de namen veranderden in 5 Z Wessex en 5 Z.1 Powerflow, zwart met blauw. Bij de Powerflow werden nog meer kosten bespaard door de middenbok te vervangen door een ouderwetse achterwielstandaard. De machine had vier versnellingen, naar keuze hand- of voetgeschakeld. De 5 Z.1 Powerflow werd alleen in 1935 geproduceerd en was het laatste 750cc-model van Douglas.

## Technische gegevens
| Douglas                | S 2                                                  | HE                                                   | 4/HE                                                 | H 32 Mastiff                                         | H 33                                                 | Z 1                                                  | 5 Z.1 Powerflow                                      |
| ---------------------- | ---------------------------------------------------- | ---------------------------------------------------- | ---------------------------------------------------- | ---------------------------------------------------- | ---------------------------------------------------- | ---------------------------------------------------- | ---------------------------------------------------- |
| Periode                | 1923-1924                                            | 1923                                                 | 1924                                                 | 1932                                                 | 1933                                                 | 1934                                                 | 1935                                                 |
| Categorie              | Sportmotor                                           | Zijspancombinatie                                    | Zijspancombinatie                                    | Toermotor                                            | Toermotor                                            | Toermotor                                            | Toermotor                                            |
| Motortype              | Kopklep                                              | Kopklep                                              | Kopklep                                              | Zijklep                                              | Zijklep                                              | Zijklep                                              | Zijklep                                              |
| Bouwwijze              | Luchtgekoelde dwarsgeplaatste tweecilinderboxermotor | Luchtgekoelde dwarsgeplaatste tweecilinderboxermotor | Luchtgekoelde dwarsgeplaatste tweecilinderboxermotor | Luchtgekoelde dwarsgeplaatste tweecilinderboxermotor | Luchtgekoelde dwarsgeplaatste tweecilinderboxermotor | Luchtgekoelde dwarsgeplaatste tweecilinderboxermotor | Luchtgekoelde dwarsgeplaatste tweecilinderboxermotor |
| Boring                 | 83 mm                                                | 83 mm                                                | 83 mm                                                | 76 mm                                                | 76 mm                                                | 76 mm                                                | 76 mm                                                |
| Slag                   | 68 mm                                                | 68 mm                                                | 68 mm                                                | 82 mm                                                | 82 mm                                                | 82 mm                                                | 82 mm                                                |
| Cilinderinhoud         | 735,8 cc                                             | 735,8 cc                                             | 735,8 cc                                             | 744,0 cc                                             | 744,0 cc                                             | 744,0 cc                                             | 744,0 cc                                             |
| Smeersysteem           | Wet-sump                                             | Wet-sump                                             | Wet-sump                                             | Wet-sump                                             | Wet-sump                                             | Dry-sump                                             | Dry-sump                                             |
| Primaire aandrijving   | Ketting                                              | Ketting                                              | Ketting                                              | Ketting                                              | Ketting                                              | Ketting                                              | Ketting                                              |
| Versnellingen          | 3                                                    | 3                                                    | 3                                                    | 3                                                    | 3                                                    | 4                                                    | 4                                                    |
| Secundaire aandrijving | Ketting                                              | Ketting                                              | Ketting                                              | Ketting                                              | Ketting                                              | Ketting                                              | Ketting                                              |
| Rijwielgedeelte        | Onbekend                                             | Onbekend                                             | Onbekend                                             | Dubbel wiegframe                                     | Dubbel wiegframe                                     | Dubbel wiegframe                                     | Dubbel wiegframe                                     |
| Voorvork               | Schommelvork                                         | Schommelvork                                         | Schommelvork                                         | Schommelvork                                         | Schommelvork                                         | Schommelvork                                         | Schommelvork                                         |
| Achtervork             | Star achterframe                                     | Star achterframe                                     | Star achterframe                                     | Star achterframe                                     | Star achterframe                                     | Star achterframe                                     | Star achterframe                                     |
| Remmen                 | Trommelremmen                                        | Trommelremmen                                        | Trommelremmen                                        | Trommelremmen                                        | Trommelremmen                                        | Trommelremmen                                        | Trommelremmen                                        |